# 杰伦·赫茨
杰伦·亚历山大·赫茨（英語：Jalen Alexander Hurts，1998年8月7日—），美式橄榄球四分卫，出生于美国德克薩斯州休斯敦，现效力于NFL球队费城老鹰。

## 大学生涯
赫茨于2016年加入阿拉巴马大学并在当赛季担任校队红潮队首发四分卫。2016年12月3日，率队战胜佛罗里达短吻鳄，夺得东南联盟冠军，随后被评为东南联盟年度最佳进攻球员和年度最佳新人。2017年1月9日，在全国冠军赛中出场，红潮队以31-35不敌克莱门森虎。
赫茨在2017赛季继续担任校队首发。在季后赛半决赛砂糖碗中战胜克莱门森，完成对上赛季的复仇；在全国冠军赛中首发出场，在半场0-13落后的情况下被换下，由替补四分卫图阿·腾欧瓦洛阿登场带队逆转夺冠。
2018赛季，赫茨成为图阿·腾欧瓦洛阿的替补。2019年1月，宣布转学至奧克拉荷馬大學。
2019赛季，赫茨在奧克拉荷馬大學校队捷足者队担任首发四分卫，带队获得12大联盟冠军并打入季后赛。在季后赛半决赛桃子碗中不敌路易斯安那州立大學。赫茨在当赛季海斯曼奖票选中排名第二，次于乔·伯罗。

## NFL生涯
赫茨于2020年参加NFL选秀，以第2轮第53顺位被费城老鹰选中，在新秀赛季担任球队第3顺位四分卫。
2021赛季，赫茨被提升为球队首发，在季后赛中止步于外卡轮。2022赛季，率队取得14胜1负的常规赛战绩，并首次入选職業盃，在季后赛中带队晋级超级碗。